# Quesques
Quesques (Nederlands: Kesseke) is een gemeente in het Franse departement Pas-de-Calais (regio Hauts-de-France) en telt 559 inwoners (1999). De plaats maakt deel uit van het arrondissement Boulogne-sur-Mer.

## Geografie
De oppervlakte van Quesques bedraagt 13,9 km², de bevolkingsdichtheid is 40,2 inwoners per km².
De onderstaande kaart toont de ligging van Quesques met de belangrijkste infrastructuur en aangrenzende gemeenten.

## Demografie
Onderstaande figuur toont het verloop van het inwonertal (bron: INSEE-tellingen).